# آسولو
آسولو (به ایتالیایی: Assolo) یک کومونه در ایتالیا است که در استان اریستانو واقع شده‌است.

## خصوصیات
آسولو ۱۶٫۳ کیلومترمربع مساحت و ۴۷۹ نفر جمعیت دارد و ۲۵۵ متر بالاتر از سطح دریا واقع شده‌است.